# Paesi novamente retrovati
Paesi novamente retrovati („Jüngst wiederentdeckte Länder“) ist eine Reisesammlung, die 1507 von Fracanzano da Montalboddo herausgegeben wurde. Die Berichte über Reisen in drei Kontinente sind in einem Band unterteilt in 6 Bücher zusammengestellt.

## Kurzeinführung
Die in Vicenza erschienene italienischsprachigen Anthologie enthält unter anderem Information zur ersten und zweiten Indienfahrt von Vasco da Gama und den Bericht zur Indienfahrt Cabrals. Eine deutsche Übersetzung unter dem Titel Newe unbekanthe landte Und ein newe weldte in kurtz verganger zeythe erfunden erschien 1508.
Von dem Mailänder Zisterzienser-Mönch Arcangelo Madrignano wurde es ins Lateinische übersetzt und ebenfalls 1508 gedruckt.
Der Iberoromanist Norbert Ankenbauer hat sich in jüngerer Zeit um die Erforschung der Sammlung verdient gemacht.

## Übersicht
Sie umfasst Berichte zu folgenden Reisen (nach Norbert Ankenbauer, Abschnitt: Aufbau und Inhalt der Anthologie):
- zu den beiden Fahrten von Alvise Da Mosto in den Jahren 1455 und 1456 längs der Westküste Afrikas
- zur Fahrt von Pedro de Sintra entlang der Westküste Afrikas im Jahre 1461
- zur ersten Reise von Vasco da Gama nach Indien vom 8. Juli 1497 bis zum 10. Juli 1499
- zur Indienreise unter Pedro Álvares Cabral vom 9. März 1500 bis Ende Juli 1501
- zu den ersten drei Reisen von Cristoforo Colombo in den Jahren 1492/93, 1493/96 und 1498/1500 in die Karibik und an der Nordküste Südamerikas entlang
- zur Reise des Alonso Niño von Juni 1499 bis April 1500 entlang der Küste von Venezuela
- zur Reise des Vicente Yañez Pinzón in den Jahren 1499/1500 längs der Küste Brasiliens und Venezuelas
- zur Reise von Amerigo Vespucci an der Küste Brasiliens entlang vom Mai 1501 bis September 1502
- zu den Reisen von Gaspar Corte Real in den Jahren 1500/1501 nach Grönland und längs der Küste Nordamerikas
- zur Reise von João da Nova vom 5. März 1501 bis 11. September 1502 nach Indien
- zur zweiten Indienfahrt von Vasco da Gama in den Jahren 1502/1503, sowie zur Indienfahrt von Afonso und Francisco de Albuquerque in den Jahren 1503/1504

Abgeschlossen wird die Anthologie von einem Bericht des Inders Joseph, der mit Cabrals Flotte nach Europa kam und sich vorübergehend auch in Venedig aufhielt.